# Operazione Weserübung
Operazione Weserübung (in tedesco: Unternehmen Weserübung, trad. lett.: "operazione esercitazione del Weser") è la definizione data in ambito militare tedesco alle fasi iniziali dell'invasione della Norvegia e della Danimarca avvenuta il 9 aprile 1940.
All'alba del 9 aprile 1940 (Wesertag, "Giorno del Weser"), la Germania occupò la Danimarca ed invase la Norvegia, apparentemente come manovra preventiva contro una pianificata, ed apertamente discussa, occupazione franco-britannica della Norvegia nota come Piano R 4 (in realtà sviluppata come risposta a qualsiasi aggressione tedesca contro la Norvegia). Dopo l'occupazione della Danimarca (all'esercito danese venne ordinato di smobilitare, poiché la Danimarca non aveva dichiarato guerra alla Germania), gli inviati dei tedeschi informarono i governi di Danimarca e Norvegia che la Wehrmacht era venuta a proteggere la neutralità dei paesi contro l'aggressione franco-britannica. Differenze significative in geografia, posizione e clima tra le due nazioni resero le operazioni militari effettive molto diverse. L'ora nominale di sbarco della flotta d'invasione, Weserzeit ("Ora del Weser"), era fissata alle 05:15.

## Antefatti
Nella primavera del 1939, l'Ammiragliato britannico iniziò a vedere la Scandinavia come un potenziale teatro di guerra in un futuro conflitto con la Germania. Il governo britannico era riluttante a impegnarsi in un altro conflitto terrestre nel continente, nella convinzione che avrebbe ripetuto la prima guerra mondiale. Pertanto, gli inglesi iniziarono a prendere in considerazione una strategia di blocco nel tentativo di indebolire indirettamente la Germania. L'industria tedesca era fortemente dipendente dall'importazione di minerale di ferro dal distretto minerario settentrionale svedese e gran parte di quel minerale veniva spedito attraverso il porto norvegese settentrionale di Narvik durante i mesi invernali. Il controllo della costa norvegese sarebbe servito a rafforzare un blocco contro la Germania.
Nell'ottobre 1939, il capo della Kriegsmarine tedesca, il Grand'ammiraglio Erich Raeder, discusse con Adolf Hitler il pericolo rappresentato dalle potenziali basi britanniche in Norvegia e la possibilità che la Germania si impadronisse di quelle basi prima gli inglesi. La marina sosteneva che l'occupazione della Norvegia avrebbe consentito il controllo dei mari vicini e sarebbe servita da base per le operazioni sottomarine contro il Regno Unito. Tuttavia a Hitler il progetto interessò poco ed emanò una direttiva che affermava che lo sforzo principale sarebbe stato un'offensiva terrestre attraverso i Paesi Bassi.
Verso la fine di novembre 1939 Winston Churchill propose il minamento delle acque norvegesi nell'operazione Wilfred. Ciò avrebbe costretto i trasporti di minerali a viaggiare attraverso le acque aperte del Mare del Nord, dove la Royal Navy avrebbe potuto intercettarli. Churchill presumeva che Wilfred avrebbe provocato una risposta tedesca in Norvegia e che gli Alleati avrebbero quindi implementato il Piano R 4 ed occupato la Norvegia. Sebbene successivamente implementata, l'operazione Wilfred venne inizialmente respinta da Neville Chamberlain e Lord Halifax per paura di una reazione avversa tra nazioni neutrali come gli Stati Uniti. L'inizio della guerra d'inverno tra l'Unione Sovietica e la Finlandia nel novembre 1939 cambiò la situazione strategica. Churchill propose di nuovo il suo piano di minamento, ma ancora una volta esso venne negato.
Nel dicembre 1939, il Regno Unito e la Francia iniziarono una seria pianificazione per l'invio di aiuti alla Finlandia. Il loro piano prevedeva che una forza sbarcasse a Narvik, nel nord della Norvegia, il principale porto per le esportazioni svedesi di minerale di ferro e poi prendesse il controllo della linea ferroviaria Malmbanan da Narvik a Luleå in Svezia, sulle rive del Golfo di Botnia. Convenientemente, ciò avrebbe consentito alle Forze Alleate di occupare anche il distretto svedese di estrazione del minerale di ferro. Il piano ricevette il sostegno sia di Chamberlain che di Halifax. Contavano sulla cooperazione della Norvegia, che avrebbe sistemato le questioni legali, ma i severi moniti lanciati dalla Germania sia alla Norvegia che alla Svezia provocarono reazioni fortemente negative in entrambi i paesi scandinavi. La pianificazione della spedizione continuò, ma la giustificazione venne rimossa dopo che venne firmato il Trattato di pace di Mosca tra la Finlandia e l'Unione Sovietica nel marzo 1940, ponendo fine alla guerra d'inverno.

### La pianificazione
A seguito di un incontro con Vidkun Quisling, dalla Norvegia il 14 dicembre Hitler rivolse la sua attenzione alla Scandinavia. Convinto della minaccia rappresentata dagli alleati per la fornitura di minerale di ferro, Hitler ordinò all'Oberkommando der Wehrmacht (Alto comando delle forze armate; OKW) d'iniziare la pianificazione preliminare per un'invasione della Norvegia. Il progetto preliminare era denominato Studie Nord e prevedeva una sola divisione dell'esercito.
Tra il 14 e il 19 gennaio, la Kriegsmarine sviluppò una versione ampliata di questo piano. Decise su due fattori chiave: la sorpresa era essenziale per ridurre la minaccia della resistenza norvegese (e dell'intervento britannico) e le navi da guerra tedesche più veloci, piuttosto che le navi mercantili relativamente lente, avrebbero dovuto essere utilizzate come trasporto truppe. Ciò avrebbe consentito l'occupazione simultanea di tutti gli obiettivi, cosa impossibile se si fossero utilizzate navi da trasporto. Il nuovo piano prevedeva un corpo d'armata completo, comprendente una divisione da montagna, una divisione aviotrasportata, una brigata motorizzata e due divisioni di fanteria. Gli obiettivi della forza erano la capitale norvegese, Oslo, e altri centri abitati: Bergen, Narvik, Tromsø, Trondheim, Kristiansand e Stavanger. Il piano prevedeva anche la rapida cattura dei re di Danimarca e Norvegia nella speranza d'innescare una rapida resa.
Il 21 febbraio 1940, il comando dell'operazione venne affidato al general Nikolaus von Falkenhorst. Aveva combattuto in Finlandia durante la prima guerra mondiale e conosceva la guerra artica, ma avrebbe avuto il comando solo delle forze terrestri, nonostante il desiderio di Hitler di avere un comando unificato. Il piano finale venne chiamato in codice "operazione Weserübung" il 27 gennaio 1940. Le forze terrestri sarebbero state il XXI Corpo d'armata, comprendente la 3ª Divisione da montagna e cinque divisioni di fanteria; nessuna di queste ultime era ancora stata testata in battaglia. La prima fase sarebbe stata composta da tre divisioni per l'assalto, con il resto a seguire nell'ondata successiva. Tre compagnie di paracadutisti sarebbero state utilizzate per impadronirsi degli aeroporti. La decisione d'inviare anche la 2ª Divisione da montagna venne presa successivamente.
Quasi tutte le operazioni di sottomarini nell'Atlantico dovevano essere interrotte affinché i sottomarini aiutassero nell'operazione. Tutti i sottomarini disponibili, comprese alcune barche da addestramento, vennero usati come parte dell'operazione Hartmut a sostegno dell'operazione Weserübung. Inizialmente, il piano era d'invadere la Norvegia e ottenere il controllo degli aeroporti danesi con mezzi diplomatici. Tuttavia, il 1º marzo Hitler emanò una nuova direttiva che richiedeva l'invasione sia della Norvegia che della Danimarca. Ciò avvenne su insistenza della Luftwaffe per conquistare basi di caccia e siti per stazioni di allarme aereo. Il XXXI Corpo d'armata, costituito per l'invasione della Danimarca, era costituito da due divisioni di fanteria e dall'11ª Brigata motorizzata. L'intera operazione sarebbe stata supportata dal X Luftkorps, composto da circa 1000 velivoli di vario tipo.

### I preliminari

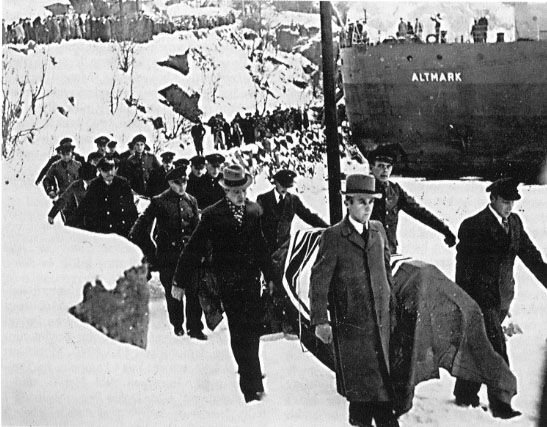
Morti tedeschi portati a terra dalla petroliera tedesca.

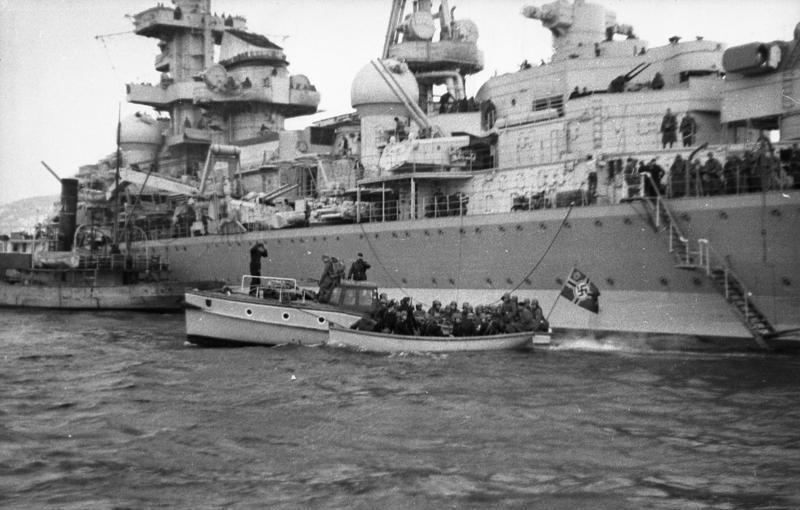
L'incrociatore pesante sbarcò truppe in Norvegia nel 1940.

A febbraio, il cacciatorpediniere della Royal Navy HMS Cossack abbordò la nave da trasporto tedesca Altmark nelle acque norvegesi, dato che violava la neutralità norvegese. L'Altmark salvò i prigionieri di guerra britannici, violando anch'essa la neutralità norvegese poiché era obbligata a rilasciarli non appena entrava in territorio neutrale. Hitler considerò quella risposta alla violazione tedesca della neutralità norvegese come un chiaro segno che anche gli Alleati erano disposti a violare la neutralità norvegese.
Il 12 marzo, il Regno Unito decise di inviare una forza di spedizione in Norvegia proprio mentre la guerra d'inverno stava volgendo al termine. Il corpo di spedizione iniziò l'imbarco il 13 marzo, ma venne richiamato e l'operazione annullata a causa della fine della guerra d'inverno. Invece, il governo britannico votò per procedere con l'operazione di minamento nelle acque norvegesi, seguita dallo sbarco delle truppe. Le prime navi tedesche salparono per l'invasione il 3 aprile. Due giorni dopo, l'operazione Wilfred, a lungo pianificata, entrò in azione e il distaccamento della Royal Navy, guidato dall'incrociatore da battaglia HMS Renown, partì da Scapa Flow per minare le acque norvegesi. I campi minati vennero posati nel Vestfjorden la mattina presto dell'8 aprile. L'operazione Wilfred era terminata, ma più tardi quel giorno, il cacciatorpediniere HMS Glowworm, che si staccò il 7 aprile per cercare un uomo disperso in mare, venne perso in azione ad opera dell'incrociatore pesante tedesco Admiral Hipper e di due cacciatorpediniere appartenenti alla flotta d'invasione tedesca. Il 9 aprile era in corso l'invasione tedesca e l'esecuzione del Piano R 4 venne prontamente avviata.

## L'invasione della Danimarca

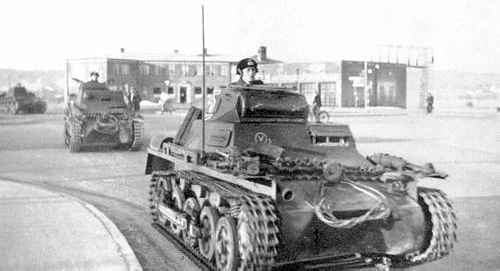
Carri armati tedeschi Pz.KpfPanzer I ad Aabenraa, Danimarca, 9 aprile 1940

La Danimarca serviva alla Germania come base logistica per le operazioni in Norvegia. Inoltre data la sua posizione sul Mar Baltico, era cruciale per il controllo dell'accesso marittimo ai principali porti tedeschi e sovietici.
Alle 04:00 del 9 aprile 1940, l'ambasciatore tedesco in Danimarca, Cecil von Renthe-Fink, chiamò il ministro degli Esteri danese Peter Munch e chiese un incontro con lui. Quando i due uomini si incontrarono 20 minuti dopo, Renthe-Fink dichiarò che le truppe tedesche si stavano muovendo per occupare la Danimarca per proteggere il paese dall'attacco franco-britannico. L'ambasciatore tedesco chiese che la resistenza danese cessasse immediatamente e che venissero presi contatti tra le autorità danesi e le forze armate tedesche. Se le richieste non fossero state soddisfatte, la Luftwaffe avrebbe bombardato la capitale, Copenaghen.

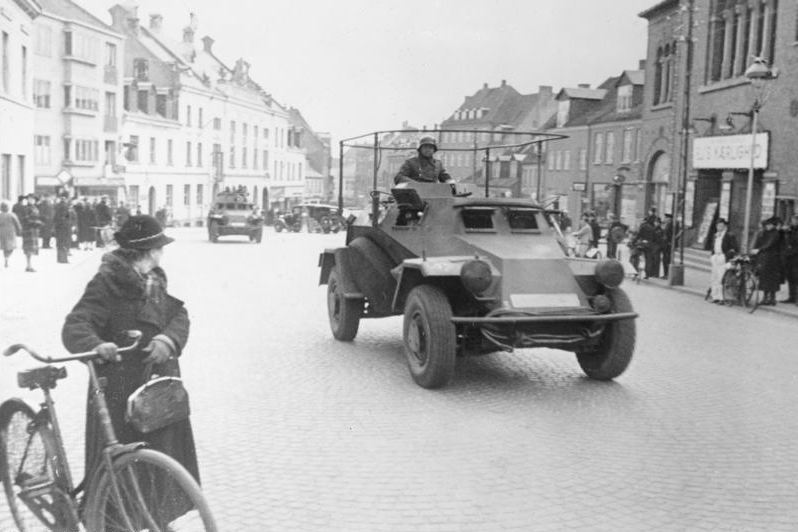
Autoblindo tedesca Leichter Panzerspähwagen nello Jutland.

Comunicate le richieste, i tedeschi sbarcarono a Gedser alle 03:55 e si spostarono verso nord. Le unità di Fallschirmjäger (paracadutisti) avevano conquistato due aeroporti ad Aalborg, il ponte Storstrøm e la fortezza di Masnedø: quest'ultimo fu il primo attacco effettuato da paracadutisti nella storia.
Alle 04:20 ora locale, un battaglione rinforzato di fanti tedeschi del 308º Reggimento sbarcò nel porto di Copenaghen dal posamine Hansestadt Danzig, conquistando rapidamente la Cittadella senza incontrare resistenza. Dal porto, i tedeschi si mossero verso il Palazzo di Amalienborg per catturare la famiglia reale danese. Quando le forze d'invasione arrivarono alla residenza del re, la Guardia reale del re era stata allertata e altri rinforzi erano in viaggio verso il palazzo. Il primo attacco tedesco ad Amalienborg venne respinto, dando a Cristiano X e ai suoi ministri il tempo di conferire con il capo dell'esercito danese, il generale Prior. Mentre le discussioni erano in corso, diverse formazioni di bombardieri Heinkel He 111 e Dornier Do 17  lanciarono sulla città volantini in danese, OPROP! (proclamazione). Alle 05:25, due squadroni di Messerschmitt Bf 110 tedeschi attaccarono l'aeroporto di Værløse nella Zelanda. Nonostante il fuoco antiaereo danese, i caccia tedeschi distrussero dieci aerei danesi e ne danneggiarono gravemente altri quattordici, spazzando via metà dell'intero servizio aereo.

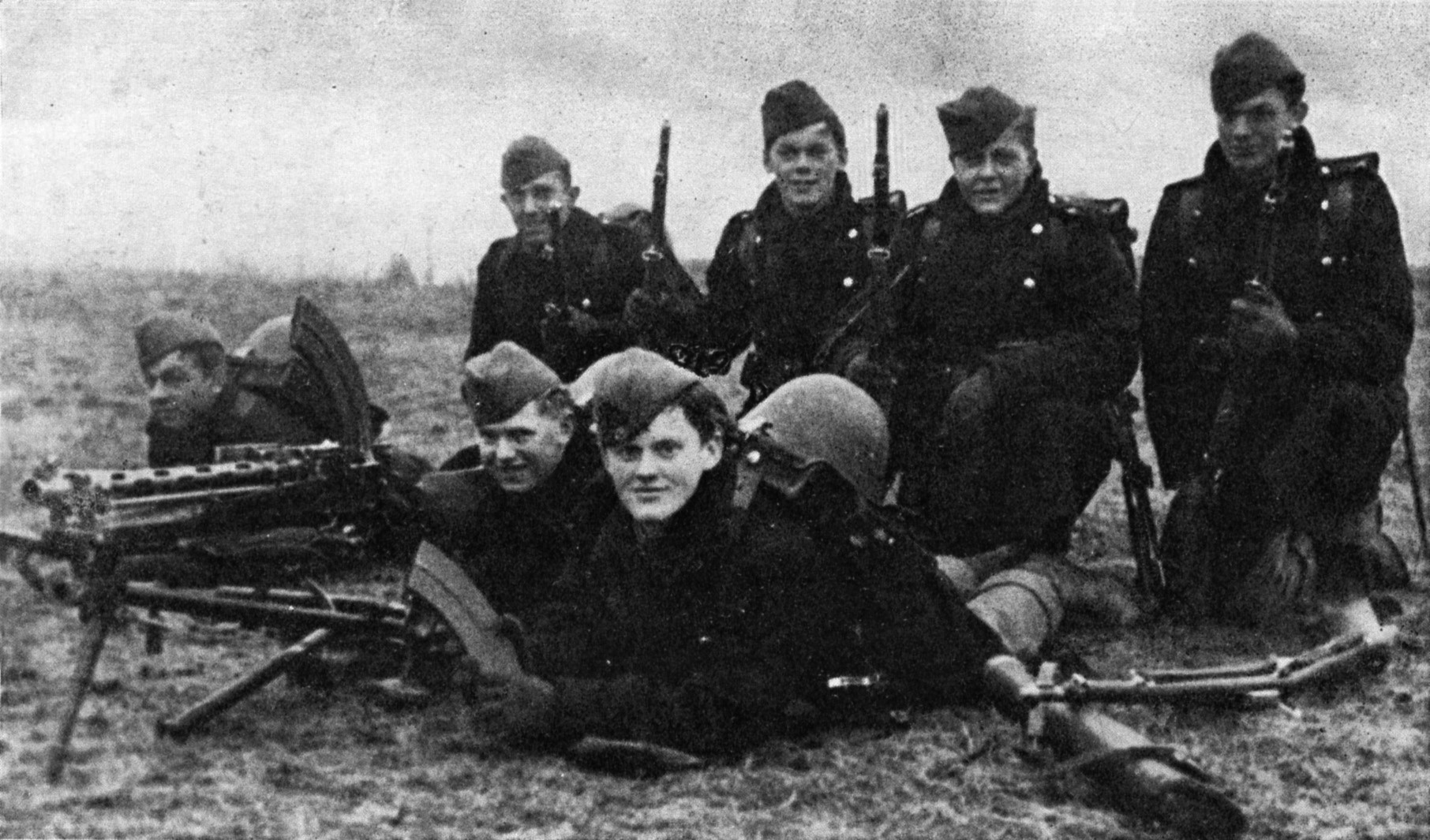
Soldati danesi a Bredevad, nel sud della Danimarca, la mattina dell'attacco tedesco. Due di questi soldati furono uccisi in azione più tardi.

Di fronte all'esplicita minaccia del bombardamento della Luftwaffe sulla popolazione civile di Copenaghen, e con il solo generale Prior favorevole a continuare a combattere, il re Cristiano e l'intero governo danese capitolarono intorno alle 06:00, in cambio del mantenimento dell'indipendenza politica nelle faccende interne. L'invasione della Danimarca durò meno di sei ore e fu la più breve campagna militare condotta dai tedeschi durante la guerra. La rapida capitolazione portò all'occupazione della Danimarca che fino all'estate del 1943 particolarmente indulgente e al rinvio dell'arresto e della deportazione degli ebrei, tanto che quasi tutti trovarono rifugio nella neutrale Svezia. Alla fine della guerra, vennero deportati 477 ebrei, di cui solo 70 persero la vita, quando prima della guerra erano poco più di 8000, ebrei e mezzi ebrei.

## Operazioni contro la Norvegia

### L'ordine di battaglia
Il quartier generale militare dell'operazione era l'Hotel Esplanade di Amburgo. La Norvegia era importante per la Germania per due motivi principali: come base per le unità navali, inclusi gli U-Boot, per indebolire le navi alleate nel Nord Atlantico e per garantire le spedizioni di minerale di ferro dalla Svezia attraverso il porto di Narvik. La lunga costa settentrionale era un luogo eccellente per lanciare operazioni di sottomarini nel Nord Atlantico per attaccare il commercio britannico. La Germania dipendeva dal minerale di ferro proveniente dalla Svezia e temeva, a buon ragione, che gli Alleati volessero di interrompere il flusso dei rifornimenti, il 90% delle quali provenienti da Narvik.
L'invasione della Norvegia venne assegnata al XXI Corpo d'armata sotto il general Nikolaus von Falkenhorst e consisteva nelle seguenti unità principali:
- 69ª Divisione fanteria
- 163ª Divisione fanteria
- 181ª Divisione fanteria
- 196ª Divisione fanteria
- 214ª Divisione fanteria
- 3ª Divisione da montagna

La forza d'invasione iniziale venne trasportata in diversi gruppi dalle navi della Kriegsmarine:
1. Corazzate Scharnhorst e Gneisenau come copertura lontana, più 10 cacciatorpediniere con 2000 Gebirgsjäger (fanteria da montagna) sotto il generale Eduard Dietl a Narvik
2. Incrociatore pesante Admiral Hipper e quattro cacciatorpediniere con 1700 soldati a Trondheim.
3. Incrociatore leggero Köln e Königsberg, nave scuola di artiglieria Bremse, Schnellboot nave madre Karl Peters, due torpediniere, cinque torpediniere a motore e le due navi ausiliarie Schiff9 e Schiff18 con 1900 soldati a Bergen.
4. Incrociatore leggero Karlsruhe, tre torpediniere, sette torpediniere a motore e Schnellboot nave madre (Schnellbootbegleitschiff) Tsingtau con 1100 soldati a Kristiansand e Arendal
5. Incrociatore pesante Blücher, incrociatore pesante Lützow, incrociatore leggero Emden, tre torpediniere, otto dragamine e due baleniere Rau7 e Rau8 con 2000 soldati a Oslo
6. Quattro dragamine con 150 soldati a Egersund

### L'attacco
Nella notte fra il 7 e l'8 aprile i tedeschi si mossero per accerchiare la Norvegia: erano previsti sbarchi di truppe via mare nei centri vitali del paese, lanci di paracadutisti e attacchi aerei che scoraggiassero in anticipo ogni volontà di resistenza. La motivazione ufficiale tedesca era quella di «...salvare la Norvegia dagli invasori inglesi». Le forze alleate si erano effettivamente mosse, anche se con notevole ritardo, per controbattere la nuova aggressione tedesca, che diede un taglio netto alla "finta guerra" combattuta in quei mesi di relativa calma. In merito a queste problematiche, il consiglio supremo interalleato aveva infatti deciso il contemporaneo sbarco di truppe, con la consapevolezza che il giorno seguente i tedeschi avrebbero reagito.
L'operazione Wilfred fu posticipata all'8 aprile (la posa di mine) e al 9 aprile lo sbarco nei porti di Narvik, Trondheim, Bergen, Stavanger. Vennero impiegati incrociatori Devonshire, Berwick, York, Glasgow. Porto di partenza: Rosyth. Il grosso delle forze di superficie della Kriegsmarine era in navigazione per scortare i trasporti truppe. Una grossa formazione navale diretta a nord comprendeva gli incrociatori da battaglia Scharnhorst e Gneisenau, di scorta a dieci cacciatorpediniere che imbarcavano un reggimento della 3ª divisione da montagna, destinato a Narvik. Un altro gruppo, guidato dall'incrociatore pesante Hipper, e forte di quattro caccia, era diretto a Trondheim.

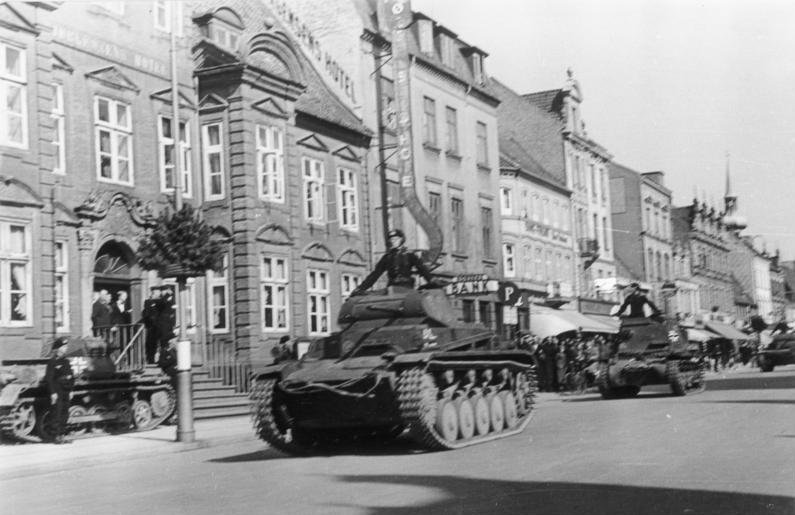
Aprile 1940: forze corazzate tedesche sfilano a Horsens; si riconoscono un Panzer II, in primo piano, e due Panzer I (quello in secondo piano in versione comando)

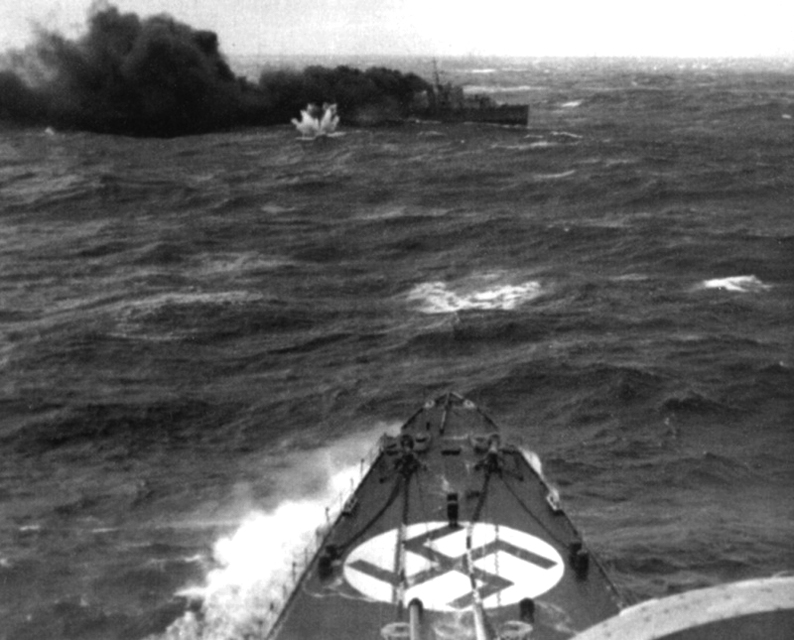
Un'immagine del Glowworm presa dallAdmiral Hipper, 8 aprile 1940. Il Glowworm sta emettendo una cortina fumogena

Queste navi vennero avvistate il 7 aprile da aerei britannici. La sera stessa unità della Home Fleet salparono per intercettarle. Il cacciatorpediniere Glowworm, allontanatosi per cercare un uomo gettato in mare da un'ondata, intercettò per caso la formazione dell'Hipper, inizialmente i suoi caccia di scorta Z11 Bernd von Arnim e Z18 Hans Lüdemann: il suo comandante Roope dapprima attaccò con i cannoni i cacciatorpediniere ma finì sotto il tiro dello Hipper; alla quarta salva il cacciatorpediniere venne centrato. Cercando di proteggersi dietro una cortina fumogena il Glowworm si avvicinò all'incrociatore ma il tiro dei tedeschi era radar-diretto e quindi non venne influenzato dal fumo; alle 10:10 all'uscita dal fumo il caccia finì sotto il tiro dei cannoni da 105 mm che ne devastarono la sovrastruttura, ma a 800 m lanciò una salva di siluri da uno dei suoi impianti. I siluri andarono a vuoto perché il comandante dello Hipper, capitano Hellmuth Heye, tenne sempre la prua verso il caccia inglese per minimizzare il bersaglio offerto. Il comandante Roope tentando di silurare dal secondo impianto lanciasiluri l'incrociatore fece virare il caccia, ma lo Hipper lo seguì nel fumo e con la nave semidistrutta dal fuoco dei cannoni da 203 mm dell'avversario, Roope non esitò a speronare la grande nave tedesca, danneggiandola lungo la fiancata vicino a prua; il Glowworm affondò per l'esplosione delle caldaie alle 10:24; lo Hipper imbarcò quasi 500 t d'acqua e proseguì verso Trondheim, e al rientro finì in bacino per due settimane di riparazioni; il comandante Roope venne decorato con la Victoria Cross alla memoria.
Il giorno 8 il sommergibile polacco ORP Orzeł affondò il trasporto truppe Rio de Janeiro. Gli altri gruppi navali tedeschi erano composti dagli incrociatori leggeri Köln e Königsberg, con torpediniere e unità ausiliarie, verso Bergen, dall'incrociatore leggero Karlsruhe diretto, con varie torpediniere, a Kristiansand, e una grossa formazione composta dalla corazzata tascabile Lützow, dagli incrociatori Blücher e Emden e da mezzi da sbarco diretti verso Oslo.
Il gruppo destinato a Narvik risalì l'Ofotfjord e non ebbe difficoltà a sbarazzarsi delle vecchie unità costiere norvegesi della classe Norge che difendevano il porto, sbarcando regolarmente le sue truppe il 9 aprile, dopo aver ottenuto la resa della guarnigione locale. A Trondheim il gruppo dell'Hipper superò combattendo il fuoco di alcune batterie costiere. A Bergen le batterie norvegesi riuscirono a danneggiare il Königsberg e una nave ausiliaria, prima che gli invasori riuscissero a sbarcare. A Kristiansand, dopo aver inizialmente respinto gli invasori, le batterie scambiarono le navi tedesche per unità francesi, lasciandole passare.
Nel frattempo, con la capitolazione danese, la Luftwaffe poté usufruire quasi immediatamente dell'aeroporto di Aalborg, cosa che le permise una notevole riduzione delle distanze e una continua presenza sui cieli norvegesi. Il gruppo navale che sarebbe dovuto entrare a Oslo venne inaspettatamente respinto: giunto a due terzi dell'Oslofjord, venne investito dalle cannonate e dai siluri della fortezza di Oscarborg, il cui comandante, il sessantacinquenne colonnello Eriksen, si era assunto piena responsabilità dell'azione.
Il Blücher venne colato a picco senza poter reagire, e le altre unità invertirono la rotta tornando verso il mare aperto. L'11 aprile inoltre la Lützow venne silurata da un sommergibile britannico, mentre il Königsberg venne affondato da bombardieri in picchiata Skua decollati da Scapa Flow. Le unità britanniche inviate a nord affondarono in più riprese i dieci cacciatorpediniere che avevano sbarcato il contingente tedesco a Narvik, con l'intervento di caccia e della corazzata Warspite. Gli inglesi persero due caccia. Queste pesanti perdite navali non impedirono ai tedeschi di attestarsi nelle teste di ponte conquistate e cominciare l'avanzata nell'interno.

### Le operazioni terrestri
L'esercito norvegese, del tutto impreparato al momento dell'attacco tedesco, riuscì a mobilitarsi solo parzialmente. L'assunzione del comando supremo da parte del generale Otto Ruge troncò ogni dubbio sul fatto che i norvegesi avrebbero resistito a oltranza. Ma molte unità avevano abbandonato i loro depositi in mano ai tedeschi ed erano a corto di equipaggiamento pesante. L'aiuto fornito dagli alleati fu tardivo e del tutto insufficiente, mentre i tedeschi, grazie al controllo di numerosi porti norvegesi e di quasi tutti gli aeroporti militari, fecero affluire immediatamente nuove forze.
Il 15 aprile forze britanniche sbarcarono nel nord, presso Harstad, il giorno successivo vi furono altri sbarchi nel fiordo di Namsos (mezza brigata di Chasseurs Alpins francesi) e presso le città di Aandaisnes e Molde. Le difficoltà sul terreno per le truppe alleate si manifestarono subito, sia per la mancanza di un adeguato equipaggiamento pesante, sia per il completo dominio dei cieli da parte della Luftwaffe, che ora poteva usufruire anche degli aeroporti di Sola e di Fornebu. Inoltre i tedeschi s'impadronirono delle linee ferroviarie, fondamentali per lo spostamento in un paese come la Norvegia, privo di grosse infrastrutture stradali. Le contromisure alleate furono inadeguate, sia in terra sia in aria.
La situazione per gli alleati era complicata anche dalle differenze di lingua, equipaggiamenti e armamenti tra inglesi, francesi e norvegesi, ognuno con le proprie e diverse linee di rifornimento. Le forze tedesche, pur non beneficiando dell'appoggio entusiastico della popolazione (promesso da Quisling, ma in realtà non realizzato, anzi la popolazione norvegese rimase molto ostile ai tedeschi durante la guerra), erano meglio equipaggiate, addestrate e armate di quelle avversarie (si trattava soprattutto di unità d'élite della fanteria di marina, degli Alpenjäger e di fanteria leggera, con pochi paracadutisti, truppe speciali e reparti d'assalto costituiti appositamente prelevando i migliori elementi da alcune divisioni) e potevano anche contare su un'uniformità di armamento ed equipaggiamento.
Le truppe alleate che tenevano le posizioni nella Norvegia centrale e meridionale, da Lillehammer a Namsos e Trondheim, vennero via via annientate o costrette alla ritirata dai tedeschi, sempre più numerosi e meglio organizzati. 
La forza di sbarco anglo-francese da Namsos fu costretta a evacuare con una flotta inviata appositamente il 2 maggio.
Nel frattempo nella Norvegia settentrionale il generale tedesco Dietl, con i suoi 2000 uomini di fanteria da montagna, riuscì a resistere alla pressione francese, inglese e norvegese e - pur perdendo temporaneamente Narvik il 28 maggio - assistette al reimbarco degli anglo-francesi l'8 giugno, data in cui le operazioni si conclusero ufficialmente.

## L'accerchiamento di Svezia e Finlandia
L'operazione Weserübung non includeva un assalto militare alla Svezia neutrale perché non c'erano motivi strategici. Tenendo la Norvegia, lo stretto di Danimarca e la maggior parte delle coste del Mar Baltico, il Terzo Reich circondò Svezia da nord, ovest e sud. A est c'era l'Unione Sovietica, il successore dell'arcinemico di Svezia e Finlandia, la Russia, in rapporti amichevoli con Hitler secondo i termini del Patto Molotov-Ribbentrop. Un piccolo numero di volontari finlandesi aiutò l'esercito norvegese contro i tedeschi in un'unità di ambulanza.

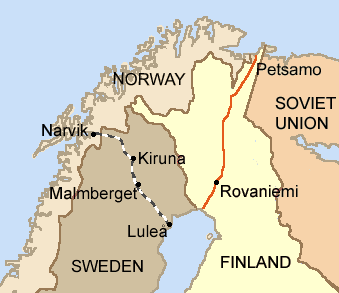
Il minerale di ferro viene estratto a Kiruna e Malmberget e portato per ferrovia ai porti di Luleå e Narvik. (Confini 1920-1940)

Il commercio svedese e finlandese dipendeva dalla Kriegsmarine e la Germania fece pressioni sulla Svezia neutrale per consentire il transito di merci militari e soldati in licenza. Il 18 giugno 1940 venne raggiunto un accordo. I soldati dovevano viaggiare disarmati e non far parte dei movimenti delle unità. Un totale di 2,14 milioni di soldati tedeschi, oltre a più di 100000 vagoni ferroviari militari tedeschi, attraversarono la Svezia fino a quando il traffico venne sospeso il 20 agosto 1943.
Il 19 agosto 1940, la Finlandia accettò di concedere l'accesso al suo territorio per la Wehrmacht, con l'accordo firmato il 22 settembre. Inizialmente per il transito di truppe e attrezzature militari da e per la Norvegia settentrionale, ma ben presto incluse basi minori lungo la strada di transito che alla fine si sarebbero sviluppate in preparazione dell'operazione Barbarossa.

## Il processo di Norimberga
L'invasione anglo-sovietica dell'Iran del 1941 e l'invasione tedesca della Norvegia del 1940 sono state ritenute preventive, con la difesa tedesca nel processo di Norimberga nel 1946 che sosteneva che la Germania era stata "costretta ad attaccare la Norvegia dalla necessità di prevenire un'invasione alleata e che la sua azione fosse quindi preventiva". La difesa tedesca doveva tentare di fare riferimento al Piano R 4 e ai suoi predecessori. Tuttavia, è stato stabilito che la Germania aveva discusso i piani d'invasione già il 3 ottobre 1939 in un promemoria dell'ammiraglio Raeder ad Alfred Rosenberg il cui argomento era "ottenere basi in Norvegia". Raeder aveva iniziato ponendo domande come "Si possono ottenere basi con la forza militare contro la volontà della Norvegia, se è impossibile farlo senza combattere?" La Norvegia era vitale per la Germania come via di trasporto per il minerale di ferro dalla Svezia, una fornitura che il Regno Unito era determinato a fermare. Un piano britannico era quello di attraversare la Norvegia ed occupare città in Svezia. Il 12 marzo venne ordinata un'invasione Alleata e i tedeschi intercettarono il traffico radio fissando il 14 marzo come termine ultimo per la preparazione. La pace in Finlandia interruppe i piani alleati.

### Annotazioni
1. ↑  "Il piano britannico adottato era più modesto. Anche se apparentemente inteso a portare le truppe alleate sul fronte finlandese, poneva l'accento sulle operazioni nella Norvegia settentrionale e in Svezia. La principale forza d'attacco doveva sbarcare a Narvik e avanzare lungo la ferrovia fino al suo capolinea orientale a Lulea, occupando Kiruna e Gallivare lungo la strada. Entro la fine di aprile due brigate alleate dovevano essere stabilite lungo quella linea.[15]
2. ↑  "Gli inglesi trattennero due divisioni dalla Francia, con l'intenzione di metterle in campo in Norvegia, e pianificarono di espandere la loro forza fino a 100000 uomini. I francesi intendevano impegnare circa 50000 uomini. Lo stato maggiore britannico e quello francese concordarono che la seconda metà di marzo sarebbe stata il momento migliore per recarsi in Norvegia."[16]
3. ↑  "Gli obiettivi erano prendere Narvik, la ferrovia e i giacimenti minerari svedesi","un messaggio radio intercettato che fissava il 14 marzo come termine ultimo per la preparazione dei gruppi di trasporto indicava che l'operazione Alleata era in corso. Ma un altro messaggio, intercettato il 15, che ordinava ai sottomarini di disperdersi, rivelò che la pace [in Finlandia] aveva interrotto il piano Alleato."[17]

### Fonti
1. ↑   The Invasion of Norway (Operation Weserübung), su feldgrau.com. URL consultato il 23 marzo 2014.
2. ↑  (NO) Berit Nøkleby, Norsk krigsleksikon 1940–45, a cura di Hans Fredrik Dahl, Guri Hjeltnes, Berit Nøkleby, Nils Johan Ringdal e Øystein Sørensen, Oslo, Cappelen, 1995,  pp. 262-264, ISBN 82-02-14138-9.
3. ↑  (NO) Atle Thowsen, Norsk krigsleksikon 1940–45, a cura di Hans Fredrik Dahl, Guri Hjeltnes, Berit Nøkleby, Nils Johan Ringdal e Øystein Sørensen, Oslo, Cappelen, 1995,  p. 264, ISBN 82-02-14138-9.
4. ↑  Zabecki, 2014, p. 323.
5. 1 2 3 4  Booth, 1998, pp. 44-49.
6. ↑  Petrow, 1974, p. 15.
7. ↑  Outze, 1962, p. 359.
8. 1 2  Schrøder, 1999.
9. ↑  Danish Jewish Museum, 2003.
10. ↑  Webb, 2007.
11. ↑   Alf R. Jacobsen, Kongens nei – 10. april 1940, 2ª ed., Oslo, Vega Forlag, 2016,  p. 42, ISBN 978-82-8211-279-6.
12. ↑  Rohwer, 2005, p. 18.
13. ↑  McDouglas, 1997, pp. 211-212.
14. 1 2  Yale Law School, 2008.
15. ↑  Ziemke, 1960, p. 59.
16. ↑  Ziemke, 1960, pp. 66-67.
17. ↑  Ziemke, 1960, pp. 67-68.